# Modesto Pérez Moreno
Modesto Pérez Moreno (Arcos de la Frontera, 7 novembre 1959) è un ex calciatore spagnolo, di ruolo attaccante.